# 29e congrès fédéral du Parti socialiste ouvrier espagnol
Le XXIXe congrès fédéral du Parti socialiste ouvrier espagnol (en espagnol : XXIX Congreso Federal del Partido Socialista Obrero Español) est un congrès du Parti socialiste ouvrier espagnol (PSOE), organisé du 21 au 24 octobre 1981 afin d'élire la commission exécutive et d'adopter la motion d'orientation politique et les nouveaux statuts.
Felipe González, secrétaire général du PSOE depuis 1974, est réélu pour un quatrième mandat.

## Candidat au secrétariat général
| Candidat | Candidat | Candidat                 | Fonction politique récente                                                         |
| -------- | -------- | ------------------------ | ---------------------------------------------------------------------------------- |
|          |          | Felipe González (42 ans) | Député aux Cortes Generales (depuis 1977) Secrétaire général du PSOE (depuis 1974) |

## Déroulement
Le congrès est convoqué les 21, 22, 23 et 24 octobre 1981.

## Résultats
Le 16 décembre, Felipe González est réélu secrétaire général : il reçoit 100 % des suffrages exprimés, tandis que le vice-secrétaire général Alfonso Guerra obtient 99 % et que tous les membres qu'il propose sont élus. Le seul candidat dissident, Rafael Escuredo, échoue avec 23 % des suffrages.

### Composition de la commission exécutive
Avec moins de 70 % des voix, Carmen García Bloise et Enrique Múgica sont réélus, victimes d'un vote sanction de la part de certaines délégations mécontentes des négociations pour la constitution de la commission exécutive,. Les sièges sont majoritairement occupés par des militants andalous, catalans, et de l'Union générale des travailleurs.
| Commission exécutive fédérale                 | Commission exécutive fédérale   |
| --------------------------------------------- | ------------------------------- |
| Président                                     | Ramón Rubial                    |
| Secrétaire général                            | Felipe González                 |
| Vice-secrétaire général                       | Alfonso Guerra                  |
| Secrétaire à l'Organisation                   | Carmen García Bloise            |
| Secrétaire à l'Administration et aux Finances | Emilio Alonso (es)              |
| Secrétaire à l'Image                          | Guillermo Galeote               |
| Secrétaire à la Culture                       | José María Maravall             |
| Secrétaire à l'Action sociale                 | Ciriaco de Vicente              |
| Secrétaire aux Études et aux Programmes       | Joaquín Almunia                 |
| Secrétaire exécutif                           | María Izquierdo                 |
| Secrétaire exécutif                           | Carmen Mestre                   |
| Secrétaire exécutif                           | Javier Sáenz de Cosculluela     |
| Secrétaire exécutif                           | Txiki Benegas                   |
| Secrétaire exécutif                           | Manuel Chaves                   |
| Secrétaire exécutif                           | Pedro Bofill (es)               |
| Secrétaire exécutif                           | Salvador Clotas                 |
| Secrétaire exécutif                           | Francisco López Real (es)       |
| Secrétaire exécutif                           | Salvador Fernández (gl)         |
| Secrétaire exécutif                           | Joan Lerma                      |
| Secrétaire exécutif                           | José Ángel Fernández Villa (es) |
| Secrétaire exécutif                           | Javier Solana                   |
| Secrétaire exécutif                           | Luis Fajardo (es)               |
| Secrétaire exécutif                           | Raimon Obiols                   |
| Secrétaire exécutif                           | Enrique Múgica                  |
| Secrétaire exécutif                           | Joan Prats (ca)                 |